# Ярмоленко Артем Олегович
Артем Олегович Ярмоленко (нар. 18 січня 1998, Київ, Україна) — український футболіст, захисник клубу «Агробізнес».

## Життєпис
Народився в Києві, вихованець столичної ДЮСШ «Динамо» імені Валерія Лобановського. У першій половині сезону 2015/16 років виступав за юнацьку команду київського «Динамо». 31 грудня 2015 року у гравця завершився контракт з динамівцями й Артем як вільний агент покинув розташування київського клубу. У лютому 2016 року переїхав до клубу португальської Сегунди «Уніан Лейрія», але закріпитися в команді не зумів. Загалом у Другому дивізіоні португальського чемпіонату виходив на поле у 2-х поєдинках.
У лютому 2018 року перейшов до одеського «Чорноморця». Дебютував у футболці «моряків» 23 липня 2018 року в переможному (2:1) домашньому поєдинку 1-го туру Прем'єр-ліги проти донецького «Олімпіка». Ярмоленко вийшов на поле в стартовому складі та відіграв увесь матч, а на 83-й хвилині отримав жовту картку.